# 曾麒
曾麒（1432年—？），字祥兆，江西撫州府樂安縣人，明朝政治人物。進士出身。

## 生平
江西鄉試第七十六名。成化二年（1466年）丙戌科會試第六十九名，殿試登進士第二甲第八十五名。

## 家族
曾祖曾魯瞻。祖父曾益廣。父亲曾俊德。